# جان کلیتون
جان کلیتون (انگلیسی: Jan Clayton; ۲۶ اوت ۱۹۱۷ – ۲۸ اوت ۱۹۸۳) بازیگر اهل ایالات متحده آمریکا بود. وی بین سال‌های ۱۹۳۵ تا ۱۹۸۱ میلادی فعالیت می‌کرد.